# Охорона тваринного світу

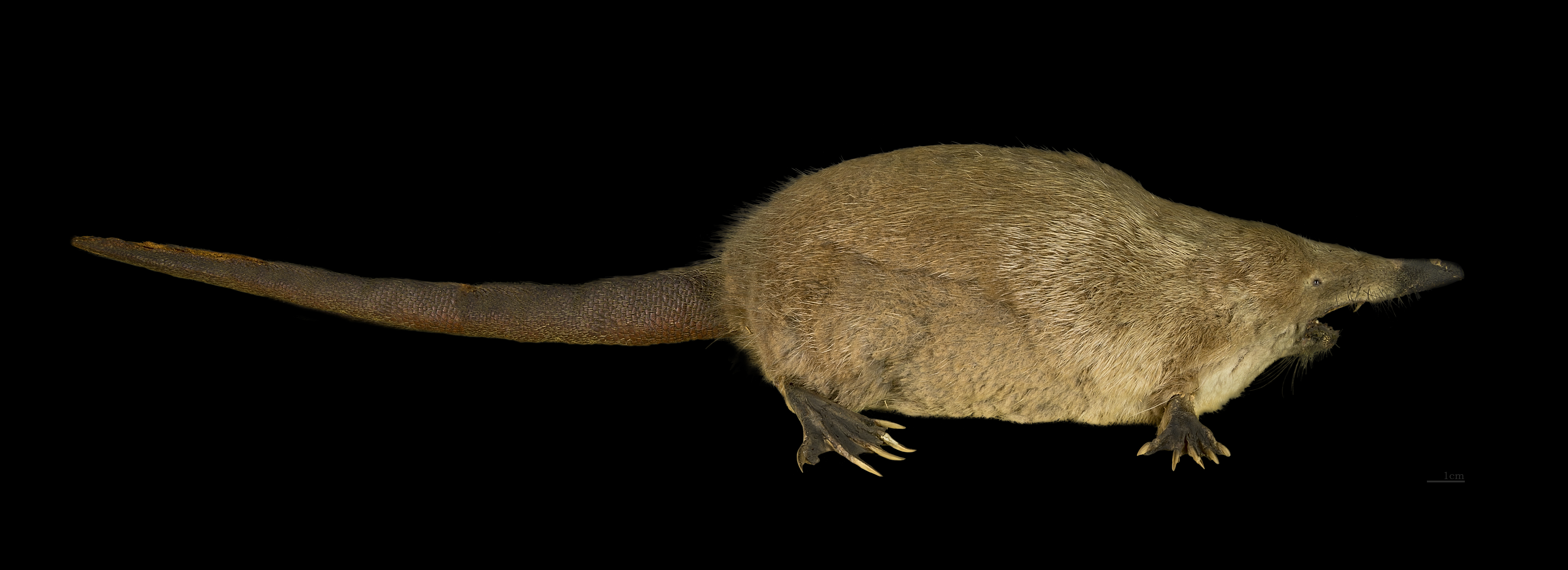
Хохуля руська (Desmana moschata) — один з найтитулованіших за раритетними категоріями вид тварин у Європі

Охоро́на твар́инного свíту включає систему правових, організаційних, економічних, матеріально-технічних, освітніх та інших заходів, спрямованих на збереження, відтворення та раціональне використання об'єктів тваринного світу.
Згідно з даними доповіді Всесвітнього фонду дикої природи за останні 36 років, з 1970 по 2016, кількість диких тварин зменшилась на 68 %, понад 4392 видів ссавців, птахів, риб, рептилій і земноводних.

## Міжнародні угоди

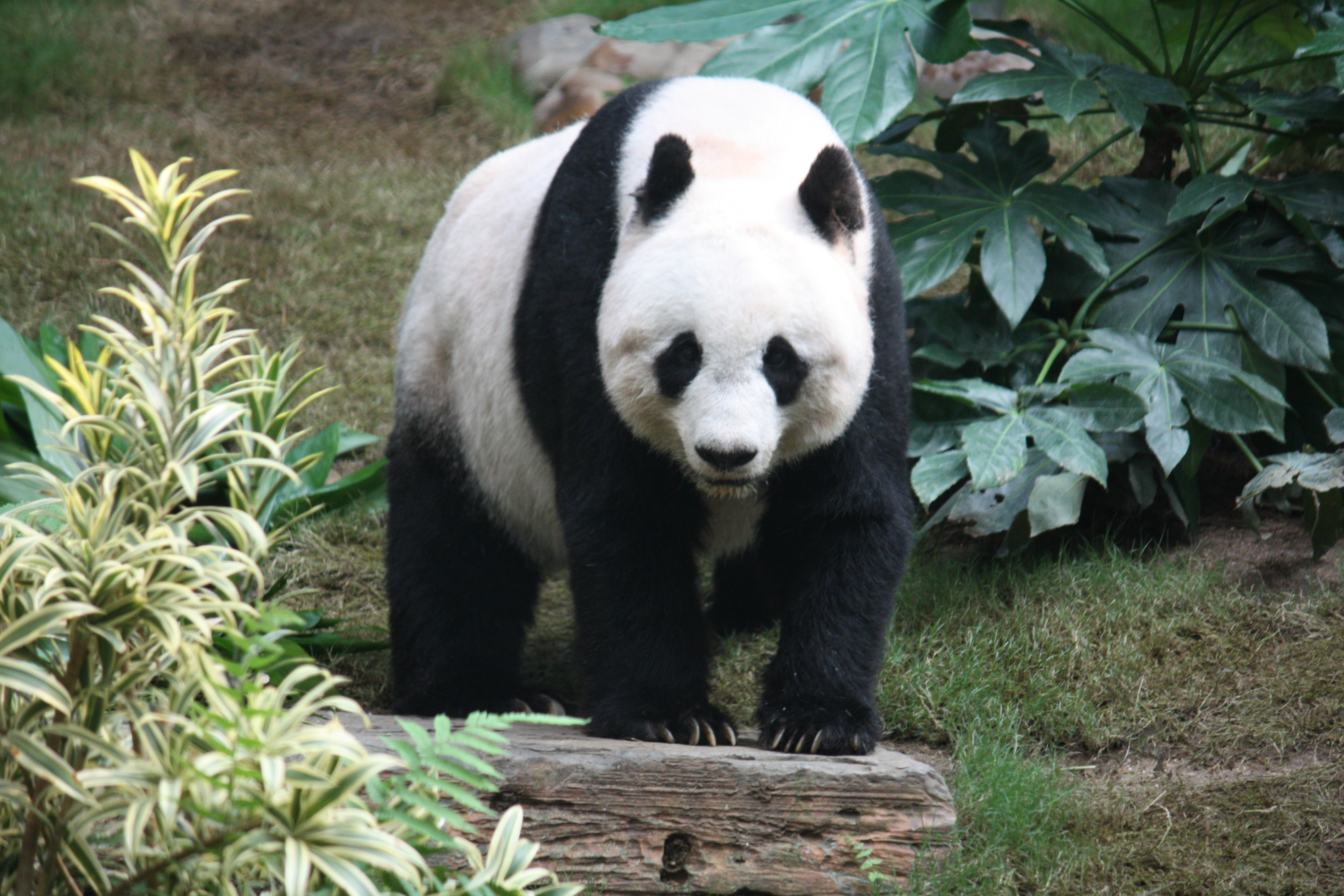
Велика панда — вид-символ охорони природи у світі (зокрема, вид вміщено на логотипі МСОП)

Існує кілька десятків міжнародних угод, які тією чи іншою мірою стосуються охорони тварин (окремі — охорони довкілля, вкл. й тваринний світ). Однією з найвідоміших в Європі міжнародних угод є «Бернська конвенція» 1979 року, до якої 1996 року приєдналася Україна. Не менш відомою є й Вашингтонська конвенція (СІТЕС), до якої Україна приєдналася відповідним законом 1999 року.
- СІТЕС (Вашингтонська конвенція): Конвенція про міжнародну торгівлю видами дикої фауни і флори, що перебувають під загрозою зникнення (Вашингтон, 1973 року)
- Бернська конвенція: Конвенція про охорону дикої флори та фауни і природних середовищ існування в Європі (Берн, 19 вересня 1979 року)
- Боннська (вкл. EUROBATS та ACCOBAMS)
- Рамсарська про водно-болотні угіддя, що мають міжнародне значення, головним чином як середовища існування водоплавних птахів

## Українське законодавство
В Україні діє кілька законів, які безпосередньо стосуються питань охорони тваринного світу:
- Про мисливське господарство та полювання (2000 року)
- Про тваринний світ (2002 року)
- Про Червону книгу України (2002 року, до того — Положення про ЧКУ)